# هنتر بي. شيرلي
هنتر بي. شيرلي (بالإنجليزية: Hunter B. Shirley)‏ هو عالم نفس أمريكي، ولد في 25 ديسمبر 1927 في جينينغز في الولايات المتحدة، وتوفي في 1 نوفمبر 2010 في تشيسكا ليبا في التشيك.